# Skäfthammars kyrka
Skäfthammars kyrka är en kyrkobyggnad som hör till Skäfthammar-Hökhuvuds församling i Uppsala stift. Kyrkan ligger i utkanten av samhället Gimo.

## Kyrkobyggnaden
Kyrkan har en välbevarad medeltida exteriör och består av ett rektangulärt långhus med rakt avslutat kor i öster. Vid nordöstra sidan finns en vidbyggd sakristia och vid sydvästra sidan ett vidbyggt vapenhus. Väggarna är av gråsten, med tegel endast i fönster- och portalomfattningar. Vapenhuset är putsat och vitkalkat. Kyrkans långhus har rundbågiga fönster och täcks av ett spånklätt sadeltak. Kyrkorummet nås via vapenhuset i söder. Enligt medeltida tradition saknar norra långväggen fönsteröppningar.

### Tillkomst och ombyggnader
1316 visiterade ärkebiskop Olov Björnsson en kyrka i Skäfthammar som troligen var ett litet träkapell.
Nuvarande kyrka uppfördes sannolikt under andra hälften av 1400-talet. Möjligen kan den tunnvälvda sakristian ha hört till tidigare kyrka och uppförts någon gång åren 1250-1350. Kyrkorummets tegelvalv är troligen jämngamla med kyrkan. Vapenhuset kan ha tillkommit något senare. Vid kyrkans invigning försågs kyrkorummet med tolv konsekrationskors och åtta av dessa finns kvar på väggarna. Väggar och valv har rikligt med kalkmålningar som troligen tillkom vid slutet av 1500-talet. Målningarna har bibliska figurscener och saknar helgonframställningar. Åren 1682-1683 byggdes sidoläktare längs norra väggen för att rymma vallonsmederna från Gimo bruk och deras hustrur. Under första hälften av 1700-talet lades ett tegelgolv i kyrkorummet. Omkring mitten av samma århundrade förstorades kyrkfönstren. Samtidigt tillkom nuvarande predikstol och altaruppsats. Vägg- och valvmålningarna överkalkades under 1700-talet. Vid en restaurering 1915 under ledning av Sigurd Curman fick kyrkorummet sitt nuvarande utseende då kalkmålningarna knackades fram, korfönstret murades igen och inredningens ursprungliga färger återställdes. 1965 genomfördes en restaurering under ledning av konservator Sven Carlsson. Kyrkorummet genomgick inga förändringar.

## Inventarier
- Predikstolen i barockstil är tillverkad av bildhuggaren Olof Gerdman och skänkt till kyrkan 1754 av Louis De Geer[vem?]. På grund av utrymmesskäl är predikstolen placerad i korets sydöstra hörn.
- Altaruppsatsen och nummertavlan är samtida med predikstolen.
- Dopfunten har en fot av rödaktig sandsten som härstammar från 1100-talet eller 1200-talet. Cuppan av grå kalksten har uttömningshål och kan vara samtida med nuvarande kyrka. Tillhörande dopfat skänktes vid restaureringen 1915.
- I kyrkan finns två dopskålar som hör till ett gustavianskt dopställ från 1700-talet. Ena skålen är av tenn medan den andra från 1886 är av nysilver.
- Nuvarande orgel är den tredje i ordningen och invigdes på midsommardagen 1950. Första orgeln var byggd av Olof Schwan och invigd 1787. Andra orgeln tillkom 1893.
- Nuvarande altartavla är skänkt till kyrkan 1887 av friherrinnan Sofie Reuterskiöld. Tavlan är målad av Elisabet Warling och är en kopia av en altarbild utförd av Carl Bloch med motivet "kommen till mig" (Matteus 11:28). Originalet finns i Hörups kyrka i Skåne.
- Nattvardskärl med tillhörande paten och oblatask är från 1731. Vinkannan är skänkt till kyrkan 1691.
- En brudkrona av förgyllt silver är tillverkad 1772.
- En sexpipig ljuskrona som hänger över norra läktaren skänktes av bergsrådet Jean le Febure. Ljuskronan hängdes upp julen 1791. På altaret står en sjuarmad ljusstake av trä med marmorerad målning. Ljusstaken är troligen samtida med altaruppsatsen från 1754.
- Två mässhakar av svart sammet är från 1793 respektive 1847. En vit mässhake är skänkt till kyrkan 1933.
- Två kollekthåvar är från 1849.

## Bildgalleri

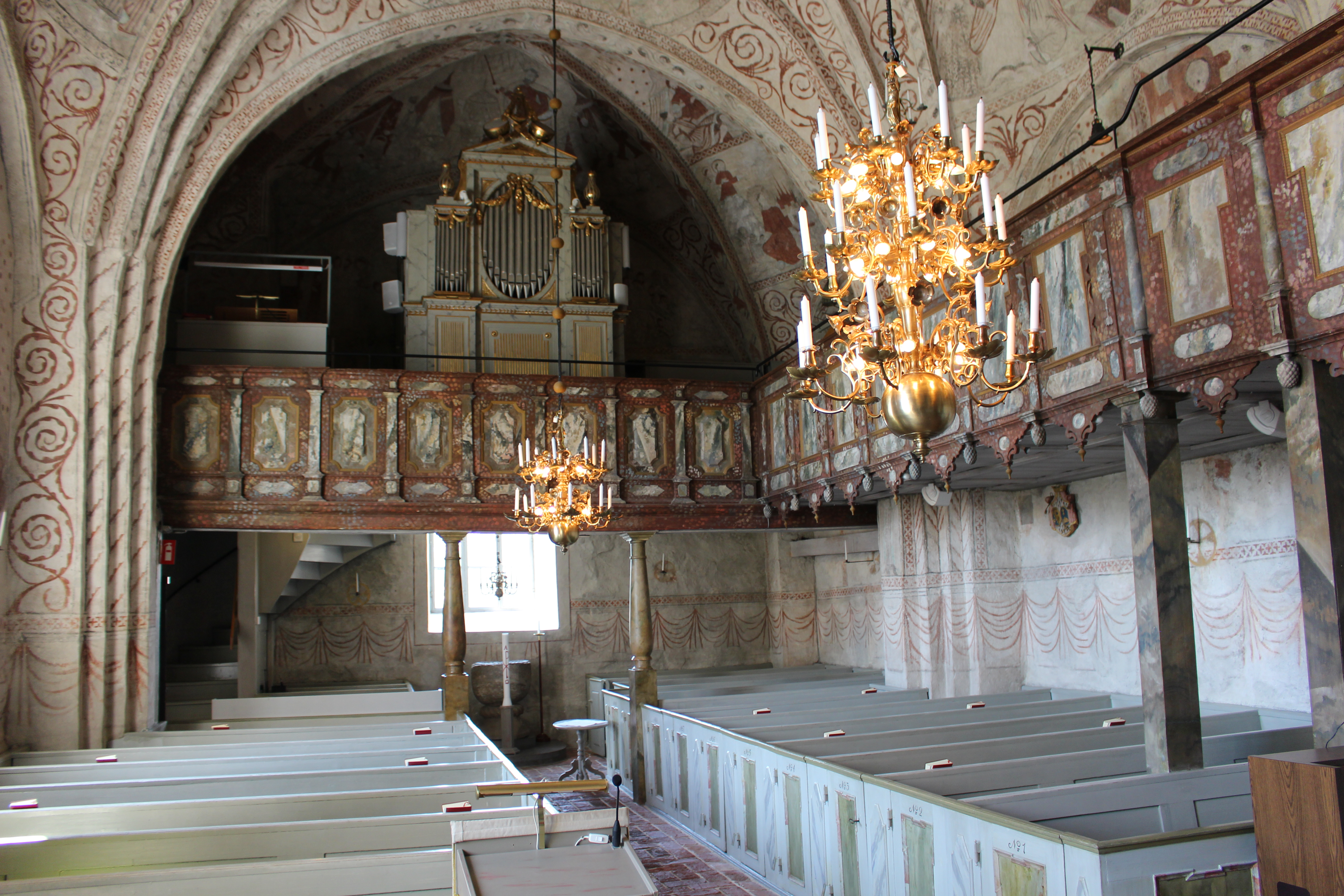
Kyrkorum mot väster
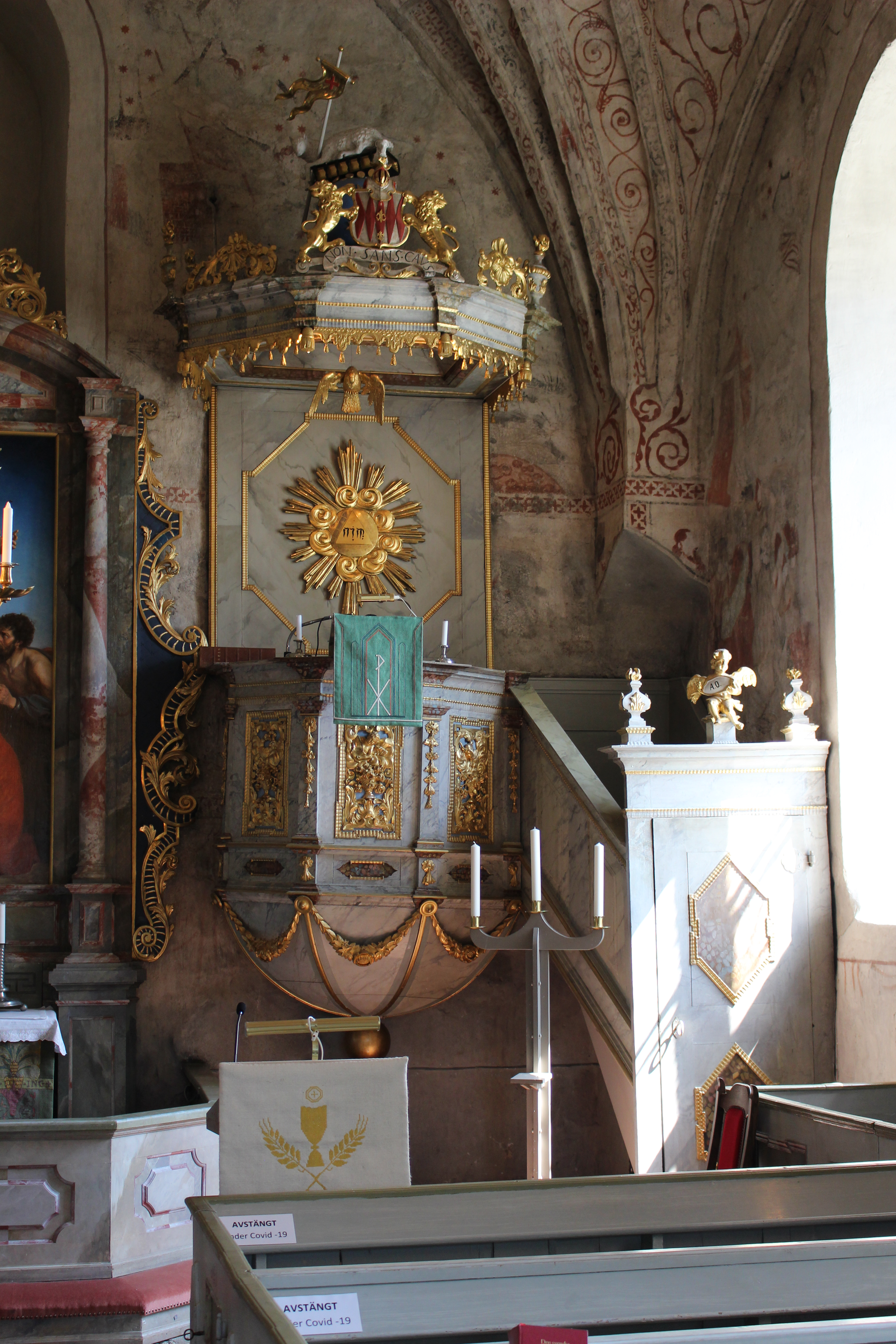
Predikstol
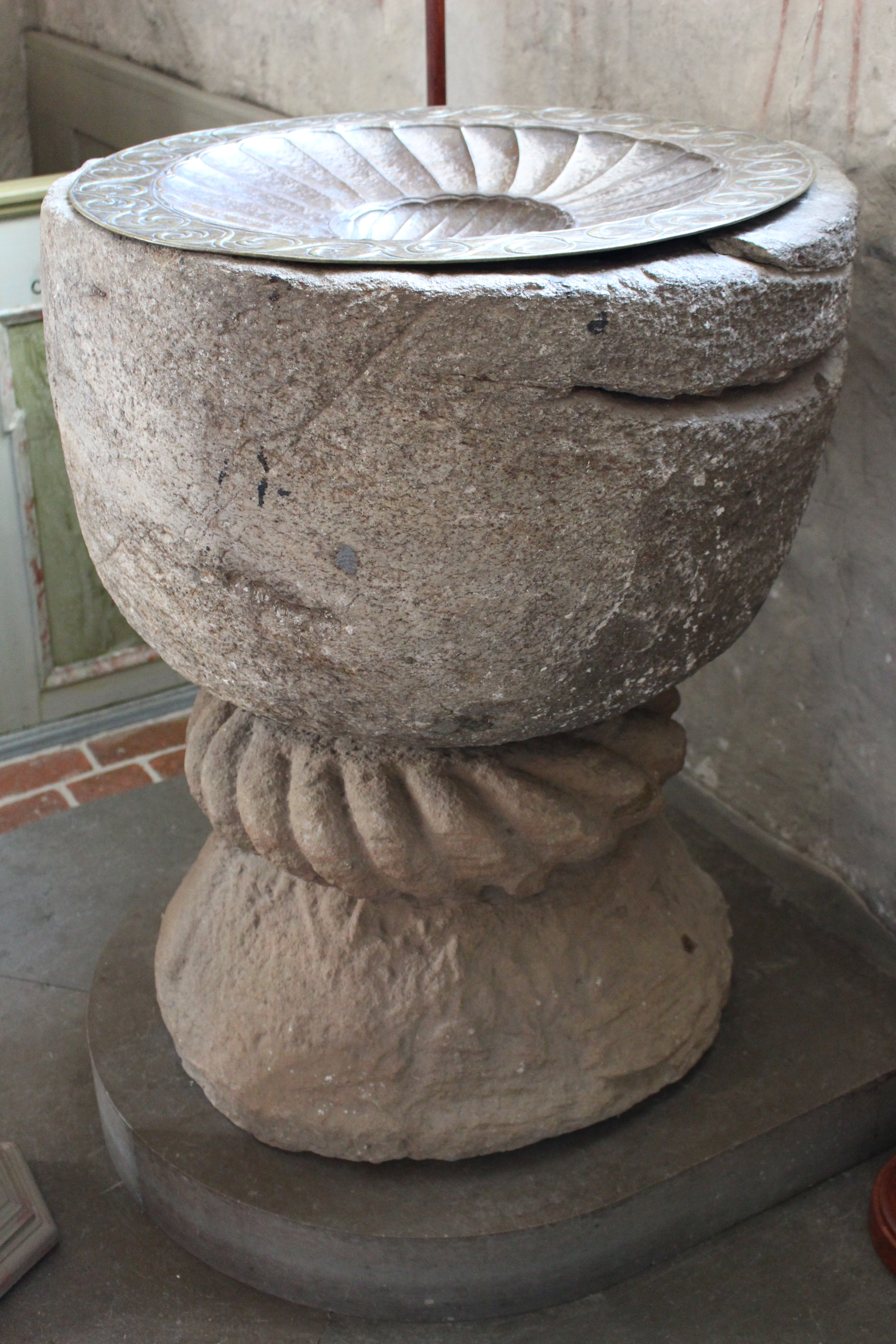
Dopfunt
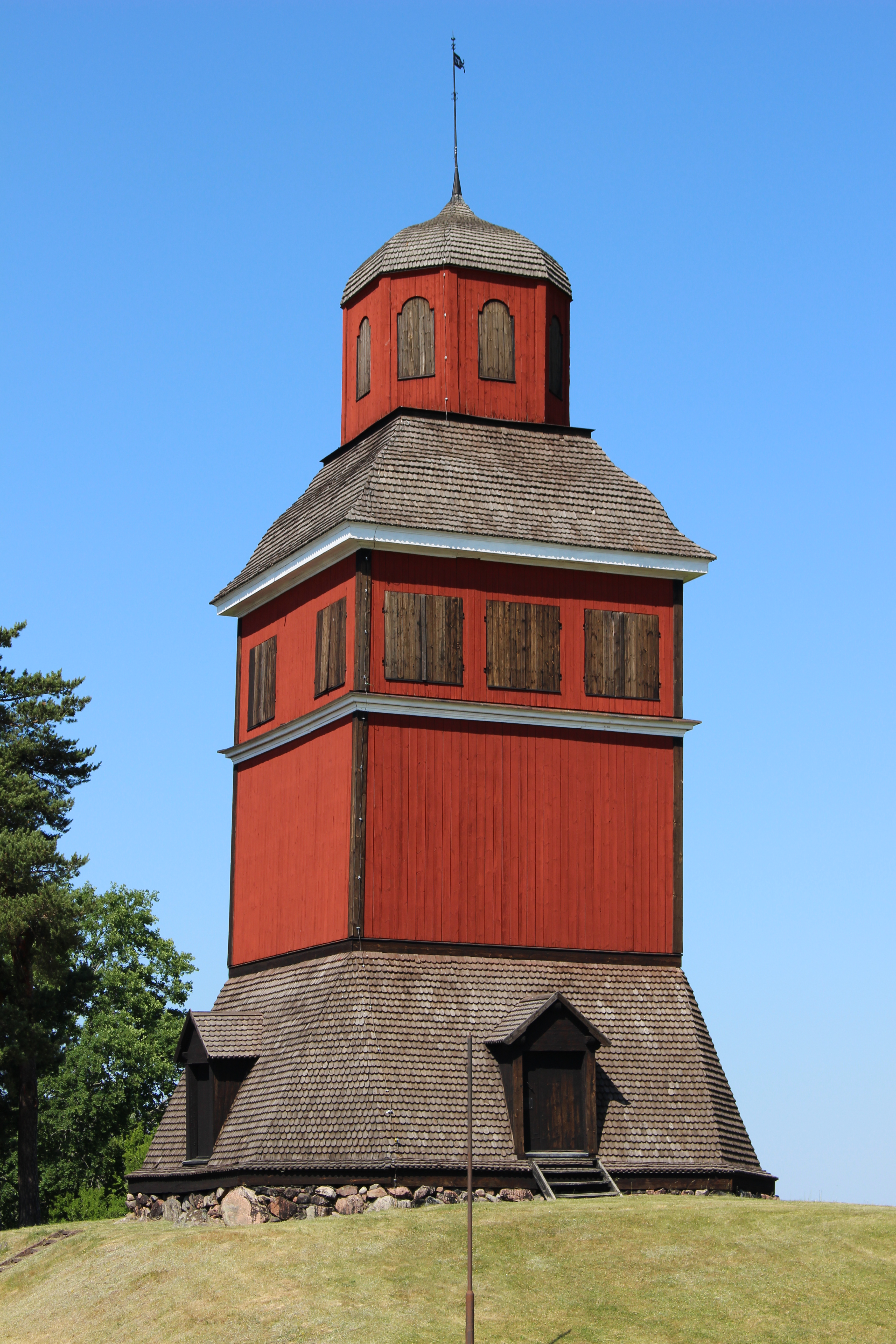
Klockstapeln nordväst om kyrkan
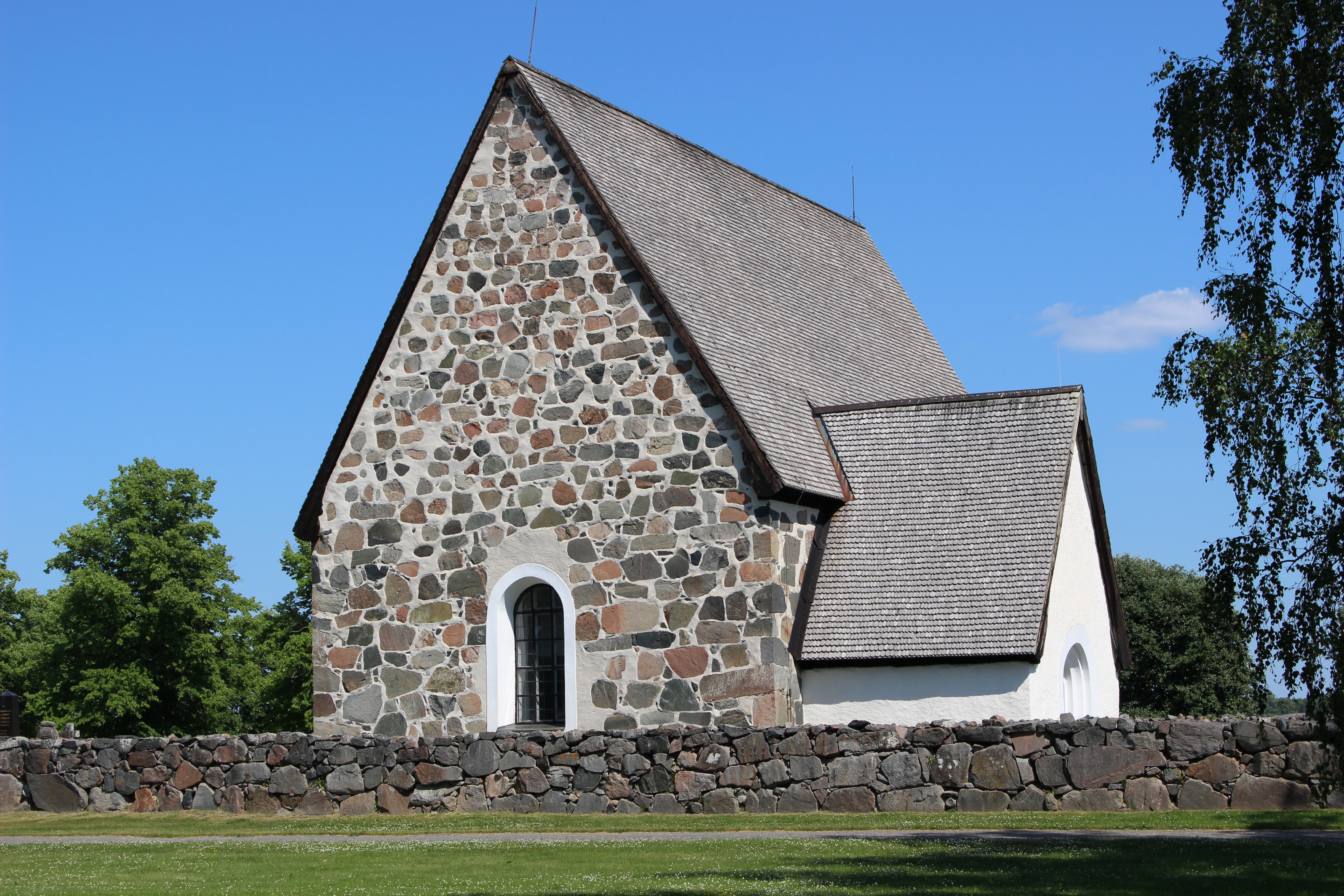
Kyrkan från väster
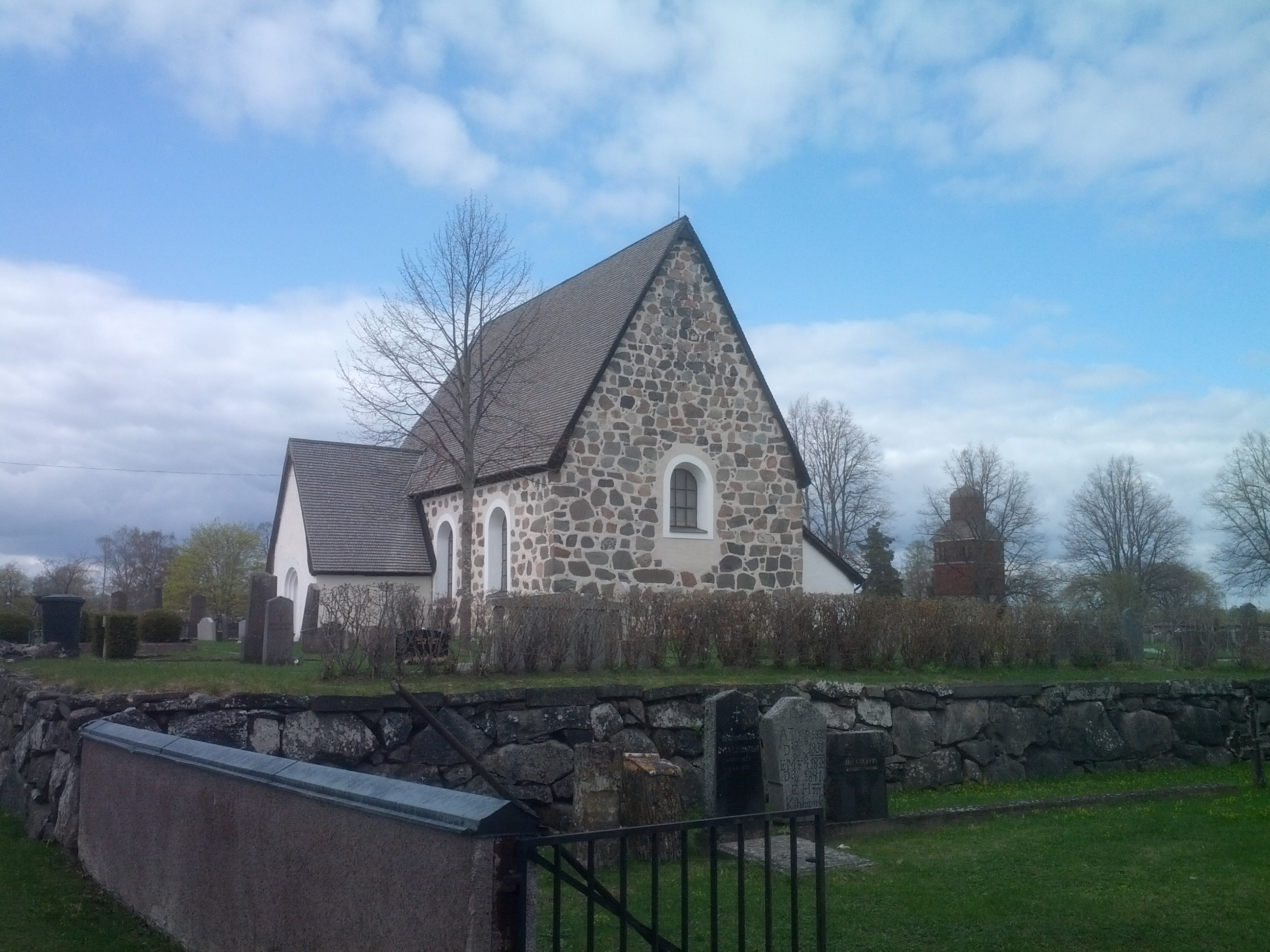
Kyrkan från sydost

## Omgivning
En teckning från 1636 av Johannes Haquini Rhezelius visar att den ursprungliga kyrkogården hade sin huvudsakliga utsträckning söder och öster om kyrkan. På teckningen syns en stor stiglucka i södra kyrkogårdsmuren. Stigluckan revs på 1800-talet. Norr om kyrkan finns en nyare kyrkogård som invigdes hösten 1930. Vid nya kyrkogårdens norra mur finns ett bårhus som uppfördes 1941.
På en liten kulle nordväst om kyrkogården står en brädklädd klockstapel. På dess vindflöjel står årtalet 1747, som är stapelns byggnadsår. Stapeln har en bottenvåning klädd med spån, väggar klädda med panel och en spånklädd huv med kraftig lanternin. Lanterninen har fönsterluckor och en mjukt rundad takhuv med spira. I stapeln hänger tre kyrkklockor. Storklockan är skänkt till församlingen 1746 och bär de Geers vapen. Mellanklockan är omgjuten 1747 av Gerhard Meyer. Lillklockan är gjuten 1658 och rings med sträng.

### Webbkällor
- Upplandia.se - En site om Uppland
- Församlingens information om kyrkan